# Ди Филиппо, Пол
Пол Ди Филиппо (англ. Paul Di Filippo; р. 29 октября 1954) — американский писатель-фантаст и журналист, сотрудник «Вашингтон пост» и ряда других изданий, выступает со статьями на различные темы: от литературной критики до музыкальных обзоров.
Автор большого количества рассказов, опубликованных в «Fantasy & Science Fiction», «Interzone», в сборниках «New Worlds». Также перу Ди Филиппо принадлежат следующие произведения:
- «Стимпанк» — сборник научно-фантастических рассказов (1995),
- «Рибофанк» — сборник научно-фантастических рассказов (1996),
- «Потерянные страницы» — сборник научно-фантастических рассказов (1998),
- «Странные занятия» — сборник научно-фантастических рассказов (2001),
- «Печень Джо» (2000),
- «Вавилонские сестры и другие постчеловеки» — сборник научно-фантастических рассказов (2002).

Также Ди Филиппо хорошо известен как критик: он регулярно пишет обзоры сразу для нескольких ведущих журналов научной фантастики, его критические статьи появляются в каждом номере «Asimov’s Science Fiction» и «The Magazine of Fantasy and Science Fiction». Кроме того, Пол Ди Филиппо часто посылает обзоры и критические статьи на сайты, среди которых «Science Fiction Weekly», «Locus Online», «Tangent Online» и другие.

### Циклы произведений
- Will Keats [под псевдонимом Philip Lawson]
- Would it Kill You to Smile? (1998)
- Muskrat Courage (2000)

### Романы
- Шифры (Ciphers) (1997)
- Вас убьёт улыбка? (Would it Kill You to Smile?), Соавтор: Майкл Бишоп (1998)
- Печень Джо (Joe's Liver) (2000)
- Смелость выхухоли (Muskrat Courage), Соавтор: Майкл Бишоп (2000)
- Год в линейном городе (A Year in the Linear City)(2002)
- Рот, полный языков (A Mouthful of Tongues) (2002)
- Нечеткое дробление (Fuzzy Dice) (2003)
- Арфа, труба и симфония (Harp, Pipe, and Symphony) (2004)
- Spondulix (2004)
- Создание из Черной лагуны: Хроники Черной лагуны (Creature from the Black Lagoon: Time's Black Lagoon) (2006)
- Cosmocopia,  Соавтор: Джим Вудринг (2008)

### Повести и рассказы
- Фрактальные узоры
- Ожидание падения (1977)
- Фирменный донор органов (1979)
- Спасти Энди (1985)
- Проблема выживания (1985)
- Ансельмо Мерино (1986)
- Лагерное дерево (1986)
- Дрессировщик клеток (англ. Skintwister, другой вариант перевода — «Ваятель») (1986)
- Великая вечеринка Джонса Купа (1986)
- Осенний гость (1986)
- Заговор шума (1987)
- Агенты (1987)
- Малыш Шарлемань (1987)
- Однажды в Телевизионном городе (1990)
- Любой крутой чувак (1991)
- Говорила мне мама, не ходи! (1993)
- Пожизненное заключение (1996)
- Создатели ангелов (1999)
- Святая математика (2001)

### Сборники
- 1995 - The Steampunk Trilogy